# Hylaeus amiculinus
Hylaeus amiculinus är en biart som först beskrevs av Cockerell 1922.  Hylaeus amiculinus ingår i släktet citronbin, och familjen korttungebin. Inga underarter finns listade i Catalogue of Life.

## Bildgalleri

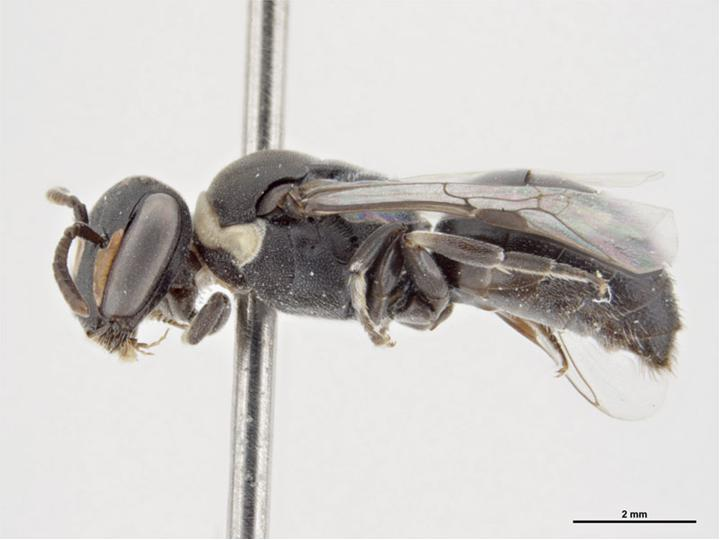
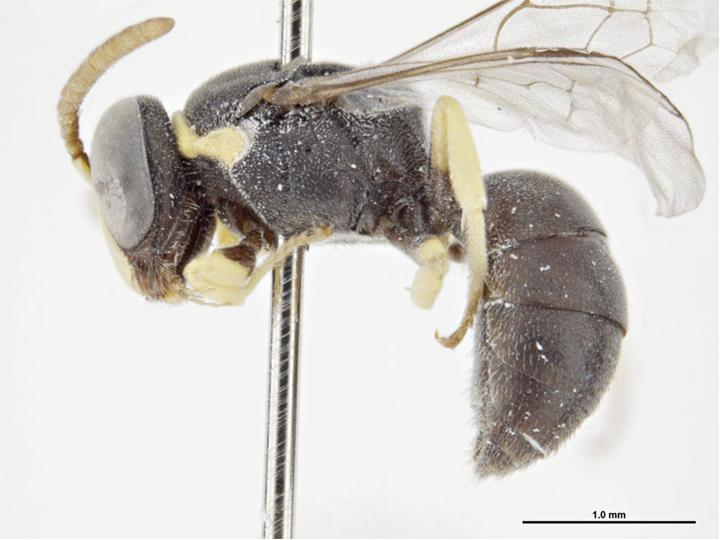